# Guicybaeus shanyii
Genre
Espèce
Guicybaeus shanyii, unique représentant du genre Guicybaeus, est une espèce d'araignées aranéomorphes de la famille des Cybaeidae.

## Distribution
Cette espèce est endémique du Guangxi en Chine,. Elle se rencontre dans le xian de Lipu dans la grotte Yinziyan.

## Description
Le mâle holotype mesure 4,79 mm et la femelle paratype 5,26 mm, les mâles mesurent de 4,65 à 4,92 mm et les femelles de 5,26 à 5,37 mm.

## Systématique et taxinomie
Cette espèce a été décrite par Wang, Chen, Yang & Zhang, 2023.
Ce genre a été décrit par Wang, Chen, Yang & Zhang, 2023 dans les Cybaeidae.

## Étymologie
Cette espèce est nommée en l'honneur de Shan-yi Zhou.

## Publication originale
- Wang, Chen, Yang & Zhang, 2023 : « Guicybaeus gen. nov., a new spider genus of Cybaeidae from Guangxi, China (Araneae). » Acta Arachnologica Sinica, vol. 32, no 2, p. 82-86.